# Castle Strike
 (janvier 2015).
Si vous disposez d'ouvrages ou d'articles de référence ou si vous connaissez des sites web de qualité traitant du thème abordé ici, merci de compléter l'article en donnant les références utiles à sa vérifiabilité et en les liant à la section « Notes et références ».
Castle Strike est un jeu vidéo de stratégie en temps réel en 3D développé par le studio allemand Related Designs et édité par Data Becker.

## Système de jeu
Le joueur prend place en Europe médiévale et a pour objectif d'anéantir son ou ses ennemis présents sur la même carte. Pour arriver à ses fins, il doit bâtir villages et châteaux forts, recueillir des matières premières, lever une armée et miser sur les améliorations du matériel et des bâtiments.
Au cours de trois campagnes de huit missions chacune, le joueur prend place sur différentes cartes, avec des héros de nationalités différentes (français, anglais, allemand).
À la différence d'autres jeux du même genre, Castle Strike laisse beaucoup de place aux combats. Ainsi, il existe des dizaines d'unités différentes, pouvant chacune être améliorée dans des bâtiments eux-mêmes évolutifs. L'attaque ou la défense du camp ou château ennemi se fait aussi avec des équipements de siège, qui diffèrent selon la nationalité de l'armée jouée. Par exemple, les allemands semblent préférer les armes à feu (bombarde, canon etc.) alors que les français sont orientés sur la mécanique du trébuchet (petit trébuchet, trébuchet multiple etc.).
On retrouve des similitudes de dégâts et de mobilité sur des équipements de nationalités différentes. Ainsi, un trébuchet multiple français est aussi puissant qu'un canon à fûts multiples allemand.
Il faut également souligner l'autre particularité du jeu : la "liberté" accordée au joueur quant aux constructions. En effet, dans Castle Strike, des dizaines de bâtiments de production (matières premières, unités, améliorations) sont disponibles. Ces bâtiments sont classés en deux catégories. Premièrement, il y a les bâtiments du château, tels que le donjon ou encore le forgeron (améliorations de l'équipement militaire). L'emplacement du château est défini sur la carte. C'est le seul endroit où les bâtiments du château peuvent être construits mais également fortifiés de remparts (eux-mêmes améliorables) sur lesquels des unités (archers, arbalétriers, arquebusiers etc.) peuvent prendre position.

## Accueil
| Castle Strike |      |       |
| Média         | Pays | Notes |
| Canard PC     | FR   | 7/10  |
| Gamekult      | FR   | 6/10  |
| Jeuxvideo.com | FR   | 16/20 |
| Joystick      | FR   | 7/10  |